# Skandiaweb
Skandiaweb er en it-virksomhed der laver Hjemmesider, søgemaskineoptimering og webdesign med hovedkontor i København Ø. Firmaet har omkring 100
medarbejdere og servicerer omkring 4.000 kunder.
Selskabets direktion udgøres af Michael Kock (CEO). Den øvrige ledergruppe består af Jacob From (CFO), Brian Nielson (COO), Silas Bendix (CTO) og Thomas Frost (salgsdirektør).
Skandiawebs historie udspringer fra Portal 2000 A/S, som blev stiftet i 1999 for i 2003 at blive splittet i
Danaweb A/S og Skandiaweb A/S. I 2008 blev selskabet overtaget af kapitalfonden JMI Invest A/S, som i dag
ejer 100% af aktierne. Handlen har kostet JMI Invest ca. 45 Mill. i investeret kapital som med basis i regnskabstallene ikke ser ud til at komme tilbage igen. Et forhold som bl.a. Computerworld har beskrevet i artiklen: "dette-firma-suger-penge-ud-af-forgaeldet-jensby-ruin"

## Økonomi
I 2012 havde Skandiaweb A/S et et overskud før skat på 92 TDKK. og en egenkapital på 4,2 mkr.